# Viktorina Kapitonova
Viktorina Valer'evna Kapitonova (Čeboksary, 30 giugno 1985) è una ballerina russa, prima ballerina presso la compagnia di balletto dell'Opernhaus Zürich.

## Biografia
Nasce a Čeboksary, in Russia, dove studia danza alla Scuola di ballo di Kazan'. Nella stagione 2008-2009 entra a far parte della Stanislavskij Ballet Company di Mosca e nel 2010 è invitata come prima ballerina presso il balletto dell'Opera di Zurigo diretto da Heinz Spoerli.
Il suo repertorio comprende, tra gli altri, ruoli di rilievo come Odette-Odile in Il lago dei cigni di Heinz Spoerli, Aurora in La bella addormentata, Swanilda in Coppélia, Maria in Lo Schiaccianoci, e inoltre ruoli in Leonce une Lena di Christian Spuck, Don Chisciotte e La Bayadère.
Ha inoltre interpretato ruoli importanti in coreografie di Derek Deane, Patrice Bart, Nacho Duato, Douglas Lee, Wayne MacGregor, Edward Clug, Hans Van Manen, Marius Petipa, Jurij Grigorovič, George Balanchine, Mats Ek, William Forsythe, Paul Lightfoot e Jiří Kylián.
Nel corso della sua carriera ha vinto premi prestigiosi tra cui lo Young Ballet of Russia, il premio Arabesque di Perm', e il premio del Nure'ev Festival di Kazan'.
Nella stagione 2013-2014 Christian Spuck ha creato espressamente per lei il balletto Anna Karenina, basato sull'omonimo romanzo di Lev Tolstoj, premiato a Zurigo.
Nel 2015 la sua interpretazione di Giselle all'Opera di Zurigo con Roberto Bolle e Friedemann Vogel suscita l'acclamazione unanime della critica. Nello stesso anno vince il premio Friends of Ballet Zürich per la migliore performance della stagione.